# پیسبورگ (آلاباما)
پیسبورگ (به انگلیسی: Peaceburg) یک منطقهٔ مسکونی در ایالات متحده آمریکا است که در شهرستان کلهون، آلاباما واقع شده‌است. پیسبورگ ۲۰۳٫۰ متر بالاتر از سطح دریا قرار دارد.